# Artemio Zanon
Artemio Zanon (Videira, 12 de maio de 1940) é um advogado e poeta brasileiro.
Nasceu em Perdizes, 9º distrito de Campos Novos (SC), atual município de Videira. É filho de Luiz Zanon e de Amabile Santina Bottega Zanon.
Formou-se em direito na Faculdade de Direito da Universidade do Estado da Guanabara em 1969. Fez carreira no Ministério Público do Estado de Santa Catarina. Após a aposentadoria no serviço público, passou a atuar na advocacia.
É imortal da Academia São José de Letras, da Academia Catarinense de Letras, empossado em  4 de abril de 2003, e na qual ocupa a cadeira 37, cujo patrono é Polidoro Olavo de São Tiago; e da Academia Desterrense de Literatura, cadeira 21.

## Obras

###### Poesia
- Canção da Vida Amor (1969)
- No Caminho da Vida (1973)
- A Execução da Lavra e O Gato (1974)
- Evangelho dos Amantes – Cem sonetos do mais profundo amor (Escritos em 1959 e reescritos e publicados em 1981; 2ª e 3ª ed., 2006; 4ª ed. 2007; 5ª ed. 2007; 6ª ed., 2009; 7ª ed., 2012 e 8ª ed. 2014)
- Homem com Medo e Poeta Triste... (1981)
- Um Ciclo o Coração (1981)
- O Ciclo da Imagem (1984)
- O Menino da Infância aos Quarenta (1991)
- Cinco Poemas Dramáticos: A Rosa Ferida – Romança da Bengala Amarela – Enquanto o Filho não Nasce – Da Morte e da Guerra e Catariníada (1998)
- Tempo de Execução (2000)
- Canto da Terra-Homem (2001)
- Lavoura Poética. Reedição de: Canção da Vida amor; No Caminho da Vida; A Execução da Lavra; O Gato e Homem com Medo e Poeta Triste... (2002)
- Contemplário de Gaivotas (2003)
- Primeira messe poética dos verdes anos: Messe poética dos verdes anos – I (2005)
- Asas noturnas: Messe poética dos verdes anos – II (2005)
- Voz da saudade: Messe poética dos verdes anos – III (2005)
- Sinfonia poética noturna: Messe poética dos verdes anos – IV (2005)
- Breves cantares de solidão: Messe poética dos verdes anos – V (2005)
- Arca de Salvação (2007)
- Cisnes (2008)
- Sonetos para Imortais (2008)
- Árvore de mim mesmo (2009)
- Voar de asas: Messe poética dos verdes anos – VI (2010)
- Minhas Horas Cristãs: Messe poética dos verdes anos – VII (2012)
- Somos Pouco Todos Nós (2012)
- Ossos do Dia (2014)
- Cantata Lírica para Melânia e Outros Cantares (2014)
- Meus Sonetos Cristãos (2015)
- Sou Alfa & Ômega (2016)
- Patronos da Academia Brasileira de Letras em sonetos (2019)
- Poesia Avulsa (2021)

###### Conto
- No Plantão Daquela Sexta-Feira (1981, 2ª ed. 2021)
- O Sétimo Dia (1984)
- Bichos & Humanos (2010)

###### Teatro
- Auto da Língua – Teatro tragicômico com proscênio e três atos, em redondilha maior (2010)

###### Ensaios e outros
- Tributo a Theobaldo Costa Jamundá (2004)
- Marcos Konder Reis: Poeta da Infância Revivida (2004)
- Morais Lopes: Poeta Iluminado (2004. Portugal)
- Pinheiro Neto: o Poeta – o Poema – a Poesia (2006)
- Maria José Fraqueza, Moura Encantada Algarvia (2007. Portugal)
- Octacílio Schuler Sobrinho, Cidadão Exemplar (2007)
- Poesia completa de Dó (2011)
- Idade 21 – Walmor Cardoso da Silva – Sessenta anos depois (2011)
- Luiz Barboza Nato: Poeta romântico-parnasiano atemporal (2013)
- Dez Anos na Academia Catarinense de Letras: Discurso de Recepção e de Posse (2013)
- Estudos da poética e da poemática de epopeias, de poemas épicos e de poemas heroicos da literatura abrasileira (2018. Prêmio Elisabete Anderle de Literatura, FCC, 2 volumes).
- Nilson Mello (Príncipe do teatro e do conto infantil catarinenses): poesia reunida. (ensaio. Editora Secco, Florianópolis, SC, 2019).
- Ecos às minhas vozes (fortuna crítica. v. 1. Editora Secco, Florianópolis, 2021).
- Escorços biobibliográficos dos Patronos e das Patronos da Academia São José de Letras (Editora Secco, Florianópolis, 2021).

###### Letras de hinos
- Letra do Hino da entidade Lítero-Cultural Dom Aquino Corrêa, da Escola Normal La Salle, Canoas, RS, 1958.
- Letra do Hino do Município de Capão Alto, SC.
- Letra do Hino do Município de Ibiam, SC.
- Letra do Hino do Município de Pouso Redondo, SC.
- Letra do Hino da Academia Desterrense de Letras, Florianópolis, SC.
- Letra do Hino em Comemoração do Centenário da Academia Catarinense de Letras (1920-2020)

###### Jurídicas
- Assistência Judiciária Gratuita (1985. Esgotada)
- Da Assistência Jurídica Integral e Gratuita (1990. Esgotada)
- Introdução à Ciência do Direito Penal (1997, 2ª ed., 2000. Esgotada).

###### Obras publicadas coletivamente
- Poetas Brasileiros Atuais (poesia, 1974)
- A Literatura de Santa Catarina (edições de 1979 e 1985)
- Outros Catarinenses Escrevem Assim (poesia, 1979)
- Presença da Poesia em Santa Catarina (1979)
- Contistas e Cronistas Catarinenses (1979)
- Contos e Poemas (1979). Prêmio concurso Virgílio Várzea (conto) e Concurso Luís Delfino (poesia)
- 21 Dedos de Prosa (contos, 1980)
- Enciclopédia Grandes Vultos Catarinenses – Biografias, Volume I (1983)
- A Nova Poesia Brasileira (poesia, 1983)
- Contos e Poemas (1983)
- Poesia Sertaneja (poesia, 1984)
- A Prosa e o Verso do Pescador (1985)
- Sinfonia Poética e Prosa (Antologia da Academia São José de Letras, SC, 1998, 2001, 2002, 2004, 2006, 2008 e 2010)
- Contos de Advogados – O Advogado e a Literatura – OAB/SC (1999)
- Dicionário Biobibliográfico de Escritores Brasileiros Contemporâneos (Adrião Neto, Teresina, PI, 1999)
- Escritores Brasileiros Contemporâneos em Prosa e Verso (Adrião Neto, Teresina, PI, 1999)
- Poesias de Advogados – O Advogado e a Literatura – OAB/SC (2000)
- Círculo de Mistérios – O Conto Policial Catarinense – (2000)
- JALONS (4ème trimestre 2000, Vichy, França)
- Il Convívio – Trimestrale di Poesia Arte e Cultura dell´Accademia Intenazionale “Il Convívio”, (2002, Castiglione di Sicília, Itália)

- Crônicas de Advogado – O Advogado e a Literatura – OAB/SC (2001)
- Poesia Contemporânea em Santa Catarina (2003)
- Antologia n. 2 – Academia Catarinense de Letras (2004)
- Poesia Contemporânea em Santa Catarina (203)
- Sociedade dos Poetas Advogados (2005)
- Revista da Academia Catarinense de Letras (em todos os números a partir de 2004)
- Boletim Informativo O Trinta-réis, órgão de divulgação da Academia São José de Letras, Estado de Santa Catarina, desde a fundação (24 de abril de 1996), em final de dezembro de 2020, com a edição do n. 100, parou de circular
- Antologia Literária de O Trinta-réis (dos números 1 a 50, de 1996 a 2010) da Academia São José de Letras, SC, 2010
- Luz na Oficina. Coletânea: Coparticipação de associados da Associação Catarinense do Ministério Público. Nova Letra Editora, Florianópolis, SC, 2015
- Entre estantes e entre tantos: histórias inusitadas na biblioteca da UFSC. Coletânea. Coparticipação. Série Memórias Contadas, v. 1. Publicações UFSC – Biblioteca Universitária, Florianópolis, SC, 2017